# Joseph Baierlein
Joseph Baierlein (* 21. Januar 1839 in Waldsassen; † 1919 in Köln) war ein deutscher Schriftsteller.

## Leben
Baierlein besuchte nach dem Abschluss des Gymnasiums die Universität und nahm anschließend eine Stelle im Justizdienst an, die er 1860 aufgab. Er ging nach Italien und trat als Freiwilliger in die Armee des Königs Franz II. von Neapel ein. Nachdem die Armee 1861 aufgelöst worden war, ging Baierlein nach Malta und Nordafrika und bereiste später Frankreich, Dänemark, Österreich sowie Nord- und Südafrika. Die Erlebnisse in diesen Ländern bildeten die Grundlage für seine spätere schriftstellerische Tätigkeit. Baierlein ließ sich schließlich in Vilseck nieder und siedelte 1874 mit seiner Familie in die Schweiz über. Im Jahr 1890 zog er nach Aschaffenburg um und ging nach 1913 nach Köln, wo er 1919 verstarb.
Baierlein verfasste Heimatliteratur, Belletristik und Jugendschriften und war als Journalist tätig. Auch seine Tochter Marie Baierlein wurde Schriftstellerin.

## Werke (Auswahl)
- 1891: Von Feldkirch bis Gaëta (Roman)
- 1896: Oberpfälzische Geschichten (Neudruck: Kallmünz: Laßleben 1965)
- 1896: Der Chevalier de Chamilly (Roman)
- 1897: Käthe und Kathinka / Auf dem Kriegsfuße (Erzählungen)
- 1898: Am Seil (Erzählung)
- 1898: Sylvio Spreti (Novelle)
- 1899: Der Bilwitzschneider (Erzählung)
- 1900: Der Schmied von Pirk (Erzählung aus der Oberpfalz) (Neudruck: Kallmünz: Laßleben 1966, u.d.T. Der Pinkus von Pirk)
- 1901: Walter Carpenters Nachlaß (Roman)
- 1902: Hui und Pfui (Dorfroman aus der Oberpfalz)
- 1902: Der Tscheglöckel und die Rentschenratschen (Volksroman aus der Oberpfalz)
- 1904: Herrenwaldau (Erzählung)
- 1904: Monika (Dorf- und Sittenroman aus der Oberpfalz)
- 1904: Jul-Altar (Erzählung)
- 1906: Ohne Plan und Ziel (Roman)
- 1906: Jugendbücherei (4 Bändchen)
- 1907: Der Spruchbauer (Erzählung aus der Oberpfalz)
- 1908: Der Tropfen (Erzählung aus der Oberpfalz)
- 1911: Der Hennenmetzger (Erzählung aus der Oberpfalz) (Neudruck: Kallmünz: Laßleben 1967)
- 1913: Der Sohn des Friedensrichters
- 1915: Der Derotero des Indianers
- 1916: An den Ufers des Sambesi
- 1918: Die kleine Schmeichelkatze (Neudruck: Regensburg: Habbel [1965])
- 1919: Das Gelübde des Komotschusters und andere Erzählungen